# 胡斯 (澤蘭省)

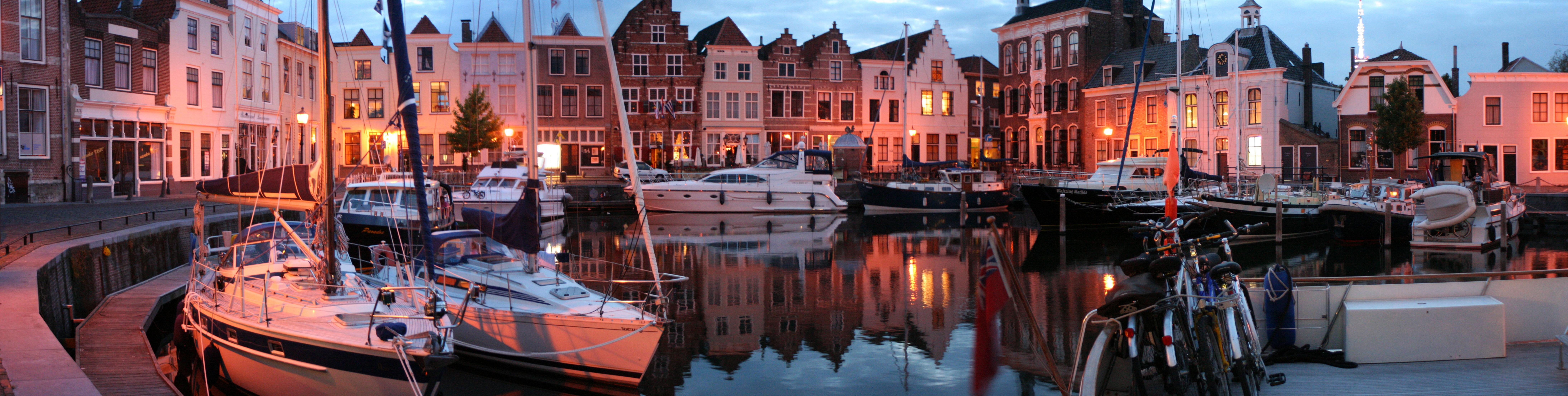

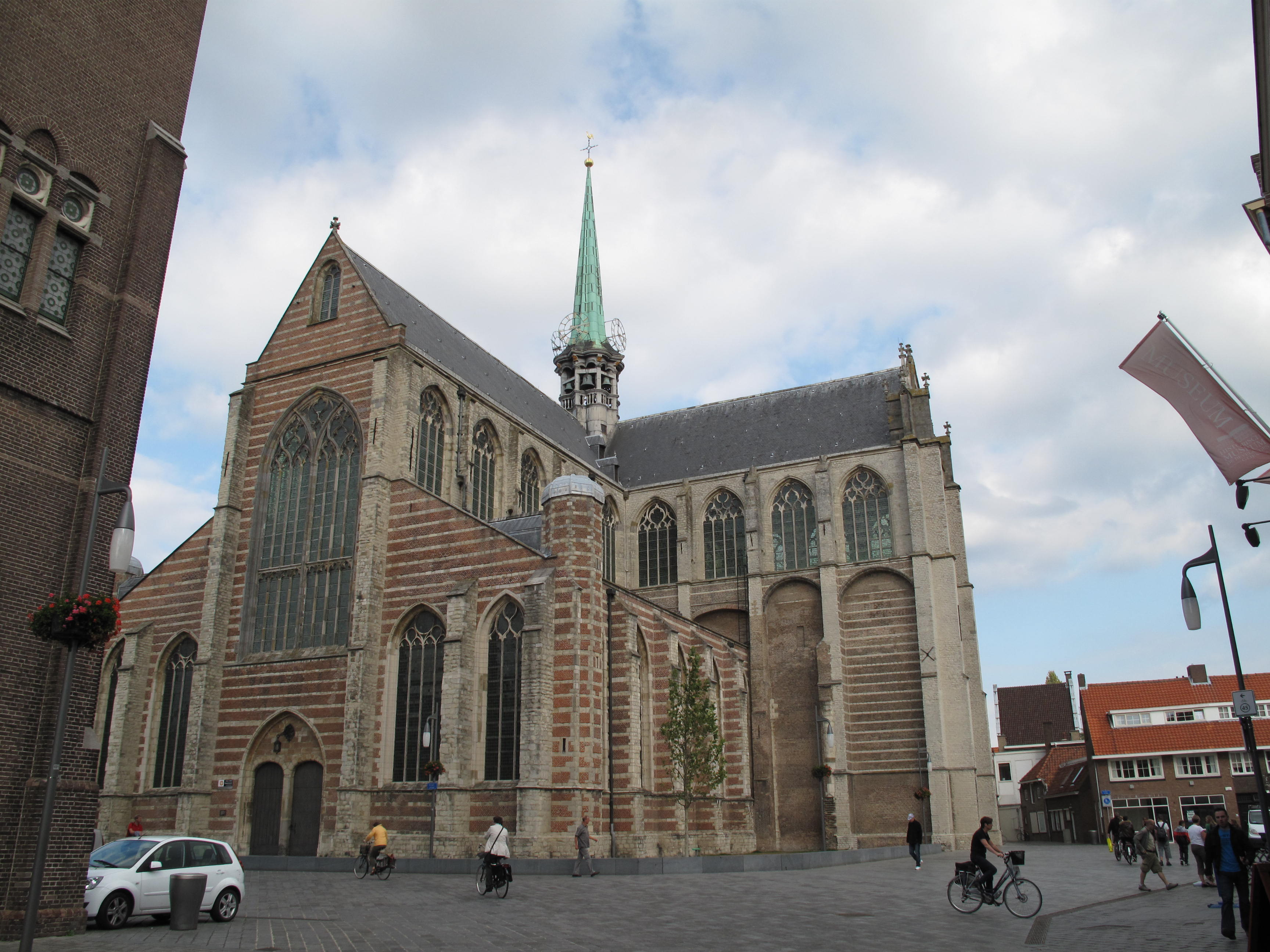

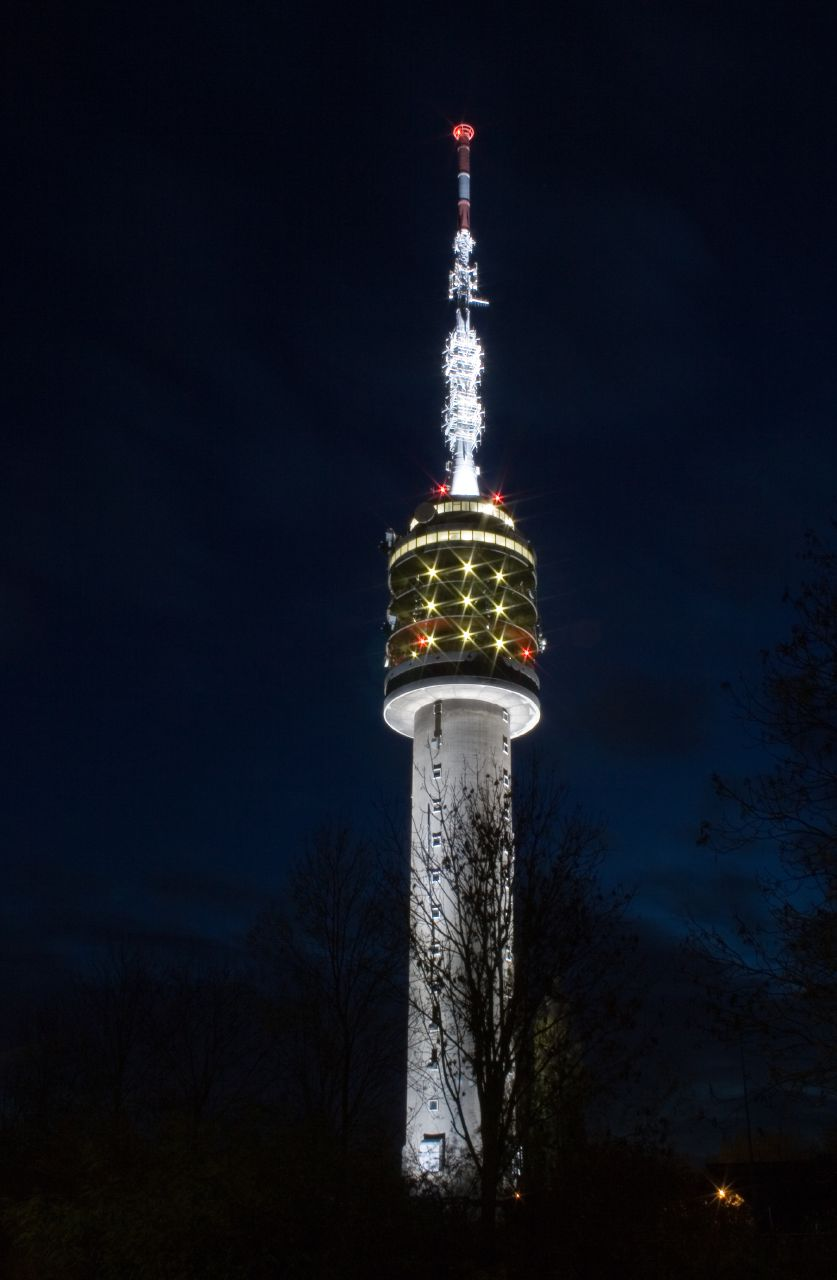

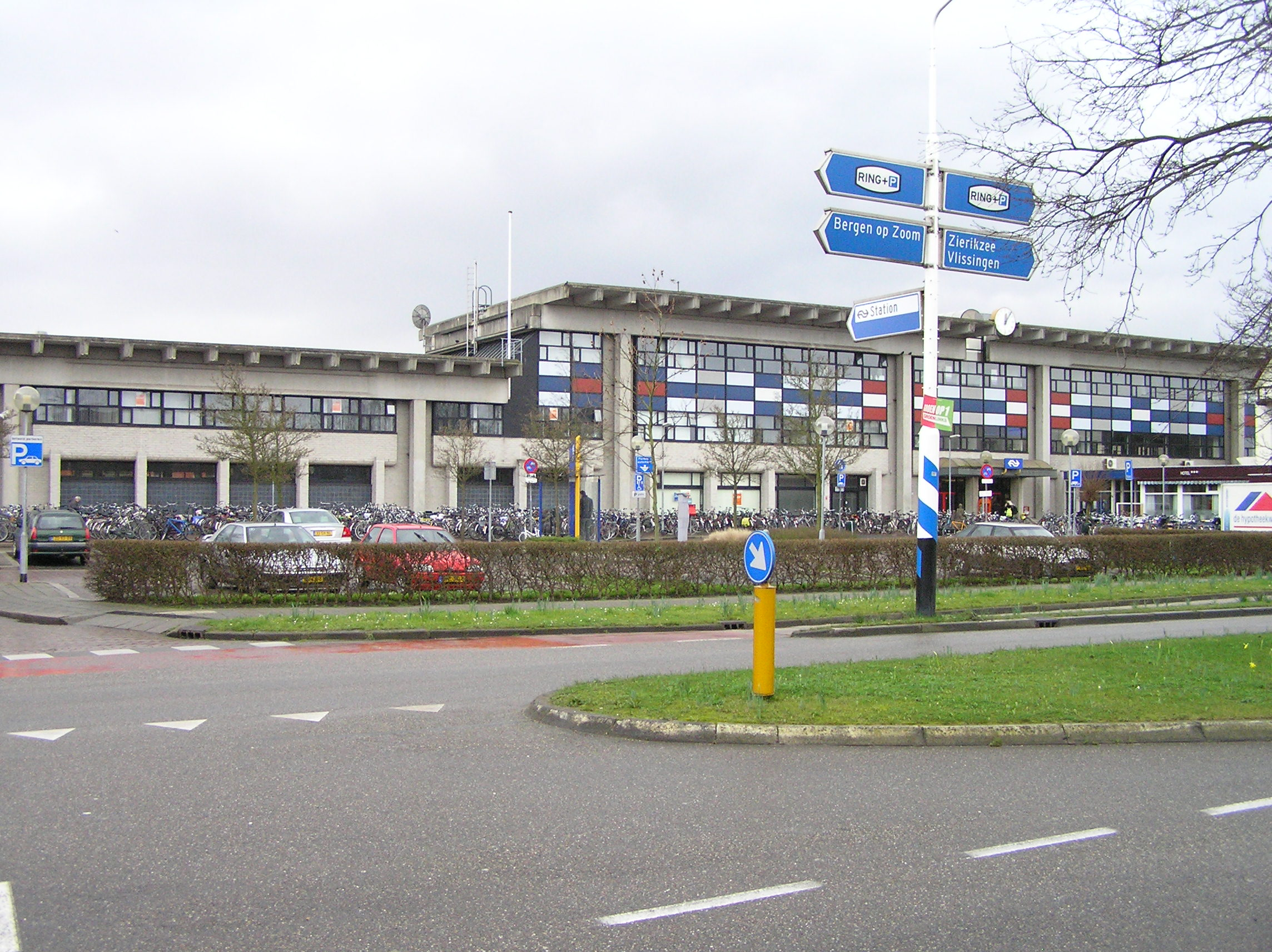

胡斯（荷蘭語：Goes）是荷蘭的城市和市镇，位於該國西南部，由澤蘭省負責管轄，始建於十世紀，面積102.09平方公里，2007年人口36,623，鎮上的市政廳建於十五世紀，人口密度為每平方公里394人。

## 外部連結
- Official website （页面存档备份，存于）
- Map

51°30′N 3°53′E / 51.500°N 3.883°E